# اصول فلسفه و روش رئالیسم
اصول فلسفه و روش رئالیسم، تألیف سید محمدحسین طباطبایی به همراه تشریح مرتضی مطهری، کتابی مشتمل بر یک دورهٔ مختصر معرفت‌شناسی اسلامی و در برگیرندهٔ ۱۴ مقاله می‌باشد. این کتاب که در پنج جلد منتشر شده‌است با متنی ساده و عمومی، اساسی‌ترین موضوعات فلسفه اسلامی را مورد بحث قرار می‌دهد. این کتاب نه تنها حاوی موضوعات مهم فلسفه قدیم و جدید است، بلکه متنی نوآورانه در زمینه فلسفه اسلامی دارد. همچنین در این کتاب فلسفه غرب مورد بررسی و نقد قرار گرفته‌است. این کتاب در سال ۱۳۳۲ برندهٔ جایزهٔ سلطنتی کتاب سال شد.

## طرح کلی کتاب
کتاب «اصول فلسفه و روش رئالیسم» مجموعه‌ای پنج جلدی است که توسط علامه محمد حسین طباطبایی تألیف شده و شاگرد وی مرتضی مطهری در توضیح مطالب کتاب، پاورقی‌های جامعی بر روی آن نوشته‌است.
نویسنده، علامه طباطبایی، اولاً، فلسفه را محدود به اسلام یا شرق نمی‌کند، و ثانیا، به نظر می‌رسد درک خاصی از تفسیر واقع‌گرایی دارد و آن را به عنوان واقع بینی، حق طلبی و تسلیم حقیقت بودن تفسیر می‌کند، که در انسان امری ذاتی است. در حقیقت، علامه طباطبایی با این مجموعه می‌خواسته آزادگان حقیقت طلب را به تفکر، تأمل، بحث و گفتگو و همراهی همدیگر فرا خواند.
طباطبایی در کتاب «اصول فلسفه و روش رئالیسم» افکار خود را بیان کرده است؛ این کتاب همچنین شامل افکار فلسفی مرتضی مطهری، شاگرد طباطبایی نیز هست. از دیدگاه واقع‌گرایی یا رئالیسم طباطبایی، واقعیت به طور اجمالی و محدود اثبات می‌شود و نه به طور کامل. در این نوع واقع‌گرایی همچنین گفته می‌شود که دانش بستگی به درک کننده آن دارد، معلوم نبوده و انطباق دانش با معلوم‌ها به طور محدود و اجمالی است و نه به طور کامل. دسترسی انسان به واقعیت خارج از خود نیز محدود و مختصر است، کامل نیست. به طور کلی، طباطبایی می‌گوید که ما درک واقعیت را می‌خواهیم، اما در عمل فقط معلومات کسب می‌کنیم و خود واقعیت به دست ما نمی‌رسد. از گفتار طباطبایی می‌توان نتیجه گرفت که دانش بشری واقعیت محض نیست. بلکه این نوع دانایی، برداشتی از واقعیت را نشان می‌دهد که توسط سیستم ادراکی انسان نمایان شده‌است.
طباطبایی می‌گوید: این‌گونه نیست که انسان‌ها واقعیت را آن‌گونه که هست درک کرده باشند. بلکه هر انسانی متوجه جهت و جنبه‌ای از واقعیت شده‌است. انسان‌ها برای رسیدن به درک بهتری از واقعیت می‌توانند این افکار را با هم به اشتراک بگذارند. این می‌شود تعامل بین ادراک‌کنندگان. در نتیجه این نوع واقع‌گرایی تعاملی، جنبه‌های معرفت شناختی‌ای در عرصه سیاست و جامعه نمایان می‌شود، که طباطبایی این گونه از آن‌ها نام می‌برد: تفکر اجتماعی، تدبر اجتماعی، اجتهاد اجتماعی؛ یعنی کلام او نیز تحت تأثیر معرفت شناسی اوست. نظریه‌های وی در زمینه سیاست نیز تحت تأثیر معرفت شناسی وی است که می‌توانیم همه این‌ها را رئالیسم تعاملی طباطبایی بنامیم.
واقع‌گرایی یا رئالیسم طباطبایی، تعاملی است. تعامل این واقع‌گرایی به این دلیل است که برداشتی که ما داریم، ادراک ما و دانش ما، مجموعه‌ای از تعاملات بین سیستم ادراکی ما و واقعیت خارجی است. چگونه بفهمیم این برداشت ما از واقعیت، حقیقی است؟ جواب این سوال در تعامل بین ادراکات بدست می‌آید. بدین معنا که، ما انسان‌ها با وجود محدودیت‌های ادراکی‌ای که داریم، می‌توانیم با به اشتراک گذاشتن ادراکات و دانسته‌های خود با دیگران نوعی تعامل داشته باشیم تا به واقع‌گرایی بهتر و کامل‌تری برسیم.
از نظر طباطبایی، دو نوع ادراک وجود دارد: ۱. اعتباری ۲. حقیقی. عوامل تأثیرگذار بر ادراکات «اعتباری» عبارتند از: محیط جغرافیایی، محیط کار و زندگی، میزان تکامل زندگی دنیوی، میزان اطلاعات و دفعات ورود یک فکر به ذهن انسان. عوامل تأثیر گذار بر ادراکات «حقیقی» عبارتند از: سیستم ادراکی، اخلاق انسانی، اخلاق اجتماعی، رفتارها و اعمال شخصی، رفتارها و کنش‌های اجتماعی و عوامل خارجی مانند محل سکونت، فقر شدید، ثروت فراوان، نظام اقتصادی، احکام و حقوق اقتصادی، اجتماع و ویژگی‌های تمدنی آن.
به گفته طباطبایی، مجموعه‌ای از عوامل در نحوه ادراک ما دخالت دارند. حقایقی وجود دارد که با هر شرایط معنوی و رفتاری به دست نمی‌آید، بلکه شرایط اخلاقی، عملی و رفتاری خاصی لازم است تا بتوان به آن حقایق دست یافت.
در مقاله پنجم این کتاب، طباطبایی روند شکل گیری مفاهیم اساسی در ذهن را توضیح می‌دهد که می‌توان آن را نوعی روانشناسی یا ذهن شناسی دانست که در نوع خود بی‌سابقه است.
علاوه بر استفاده از مطالب ارزشمند هزار رساله درباره فلسفه اسلامی در این کتاب، به نظرات و تحقیقات دانشمندان بزرگ اروپایی نیز توجه کامل شده‌است. بخش‌هایی از کتاب درباره فلسفه اسلامی و فلسفه اروپایی، بسیار نوآورانه و در نوع خود بی‌سابقه هستند.
پس از جنگ جهانی دوم در سال ۱۳۲۴، هنگامی که ایدئولوژی‌های غربی و افکار ایده‌پردازان جماهیر شوروی، ذهن ایرانیان را به خود مشغول کرده بود، استاد مطهری با احیای این کتاب به مقابله با این عقاید خارجی آمد.

### در مورد جلدهای کتاب
جلد اول کتاب شامل یک دوره مختصر در مورد آشنایی با فلسفه است، مسائل مهم فلسفه را بیان می‌کند و سعی دارد فهم آن ساده و عام باشد. در این جلد، سعی شده‌است که به وضوح تمام انحرافات ماده‌باوری دیالکتیکی به خواننده نشان داده شود.
در جلد دوم، ادراکات و نحوه کار فرآیندهای ذهنی و عقلی انسان به روشی خاص و نوآورانه بررسی شده‌است.
جلد سوم شامل یک سری مقالات تحت عنوان «مسائل وجود» است. همچنین در مورد وجوب و قطعیتی که کار جهان را کنترل می‌کند، بحث می‌شود. پس از آن به اجبار و اختیار انسان و استعدادها و وظایف و مسئولیت‌های او در برابر نظام اجتناب ناپذیر وجود و هستی پرداخته می‌شود.
انتشار جلد چهارم به دلیل اختلاف نظر در مورد موضوعی بین استاد مطهری و علامه طباطبایی، مدتی طولانی به تأخیر افتاد. در مورد جلد چهارم، پاورقی‌های استاد مطهری به دلیل شهادت وی کامل نشد. با توجه به این موضوع، این جلد شامل متن کتاب و پاورقی‌های ناتمام استاد مطهری است.
مباحث جلد پنجم درباره شناخت خدا و صفات و افعال اوست. این مجلد بیان کننده نوعی خداشناسی به معنای خاص است: ذات الهی، صفات کامله او، چگونگی صدور جهان از او. ویژگی‌ای که این کتاب را ارزشمند کرده این است که متن کتاب نوعی سلوک ذهنی و معنوی در جهان ماوراالطبیعه است.

## عنوان مقاله‌ها
این کتاب ۵ جلدی در مجموع چهارده مقاله با عناوین زیر را شامل می‌شود:
1. فلسفه چیست؟ (در جلد اول)[۲۸][۲۹]
2. فلسفه و سفسطه (در جلد اول)[۳۰][۳۱]
3. علم و ادراک (در جلد اول)[۳۲][۳۳]
4. ارزش معلومات (در جلد اول)[۳۴][۳۵]
5. پيدايش كثرت در ادراكات (در جلد دوم)[۳۶][۳۷]
6. ادراکات اعتباری (در جلد دوم)[۳۸][۳۹]
7. واقعيت و هستى اشياء (در جلد سوم)[۴۰][۴۱]
8. ضرورت و امكان (در جلد سوم)[۴۲][۴۳]
9. علت و معلول (در جلد سوم)[۴۴][۴۵][۴۶]
10. قوه و فعل، امکان و فعلیت (در جلد چهارم)[۴۷][۴۸]
11. قدم و حدوث (در جلد چهارم)[۴۹][۵۰]
12. وحدت و كثرت (در جلد چهارم)[۵۱][۵۲]
13. ماهيت، جوهر، عَرَض (در جلد چهارم)[۵۳][۵۴]
14. خداى جهان و جهان (در جلد پنجم)[۵۵][۵۶]

## ترجمه کتاب
کتاب «اصول فلسفه و روش رئالیسم» توسط جعفر سبحانی به عربی ترجمه شده است. عنوان عربی آن «أُصول الفلسفة» می‌باشد. این کتاب به انگلیسی نیز ترجمه شده‌است.